# Age of Empires
Age of Empires (în engleză Epoca Imperiilor) este o serie de jocuri de strategie în timp real (RTS). Jocurile au fost dezvoltate în studiourile Ensemble Studios și publicate sub licență Microsoft. Jocurile sunt structurate pe anumite perioade de timp din istorie, de obicei legate de civilizații, imperii de mult apuse.
Primul joc a apărut în 1997, și a fost urmat de alte șase, dintre care patru sunt pachete suplimentare, și de unul înrudit, numit Age of Mythology. Jocurile Age of Empires s-au vândut în mai mult de 15.000.000 de copii, făcându-l unul dintre cele mai cunoscute jocuri pe calculator din genul său.

## Jocuri

### Seria principală

#### Age of EmpiresșiAge of Empires: The Rise of Rome
Age of Empires a fost unul dintre primele jocuri de acest gen care să redea realist istoria - jocurile de până atunci erau situate în lumi fantastice, precum Warcraft, Dune 2 sau Total Annihilation. A fost de asemenea unul dintre primele jocuri care foloseau proiecția izometrică, și nu alte variante utilizate de cele mai multe jocuri ale perioadei.
Jocul se desfășoară pe o perioadă de aproximativ 3000 de ani, de la începutul epocii pietrei până la sfârșitul epocii fierului. Jucătorul poate alege dintre 16 civilizații, în principal din jurul Mediteranei sau din Asia.
Pachetul suplimentar apărut se numește Age of Empires:Rise of Rome (în engleză Epoca Imperiilor:Ascensiunea Romei).

#### Age of Empires II: The Age of Kings,The Conquerors,The Forgotten,The African Kingdoms și The Rise of Rajas
Apărut în 1999, Age of Empires II: The Age of Kings (în engleză: Epoca Imperiilor II:Epoca Regilor) acoperă evul mediu, pornind din evul mediu întunecat până în epoca Renașterii. Pachetul suplimentar acoperă și cucerirea Mexicului de către spanioli, și oferă cinci noi civilizații, în plus față de cele 13 ale originalului.
Printre noile caracteristici față de Age of Empires I se numără îmbunătățiri aduse modului de luptă, noi tipuri de joc (de exemplu regicidul, în care victoria este obținută prin uciderea regelui inamic)și grafică îmbunătățită.

#### Age of Empires III, The WarChiefs și The Asian Dynasties
Apărut pe 18 octombrie, 2005 în SUA, Age of Empires III este al treilea joc din serie. Acoperă colonizarea europeană a Americilor, de la primele explorări din jurul anului 1500 până la începutul epocii industriale din anii 1850. Există opt civilizații europene, și 12 civilizații amerindiene, cu care nu se poate juca, însă cu care jucătorul uman se poate alia pentru a obține soldați amerindieni. Este primul joc din serie care are grafică 3D.
Pachetul suplimentar a apărut pe 17 octombrie 2006 și este intitulat Age of Empires III: The WarChiefs (în engleză: Epoca Imperiilor III: Căpeteniile războinice); include trei civilizații amerindiene cu care se poate juca. Un al doilea pachet suplimentar, intitulat Age of Empires III: The Asian Dynasties (în engleză Epoca Imperiilor III: Dinastiile asiatice) care include India, Japonia și China, a apărut pe 23 octombrie 2007.

## Legături externe
- Official page

Format:Rick Goodman
Format:Genie Engine